# Пінас

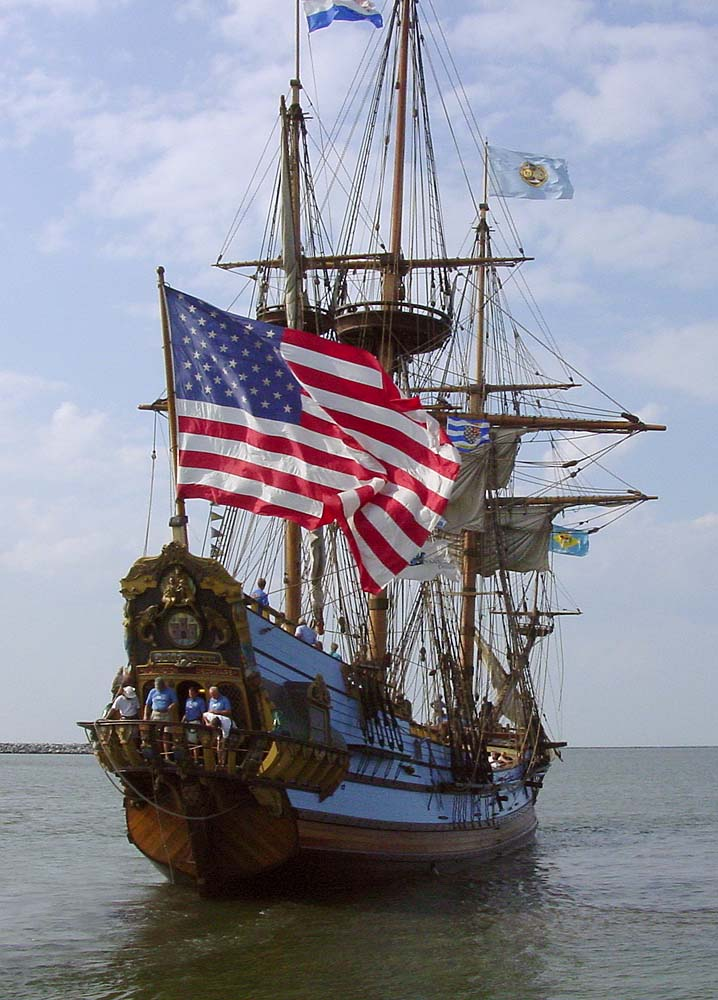
Сучасна репліка історичної пінаси«Kalmar Nyckel»

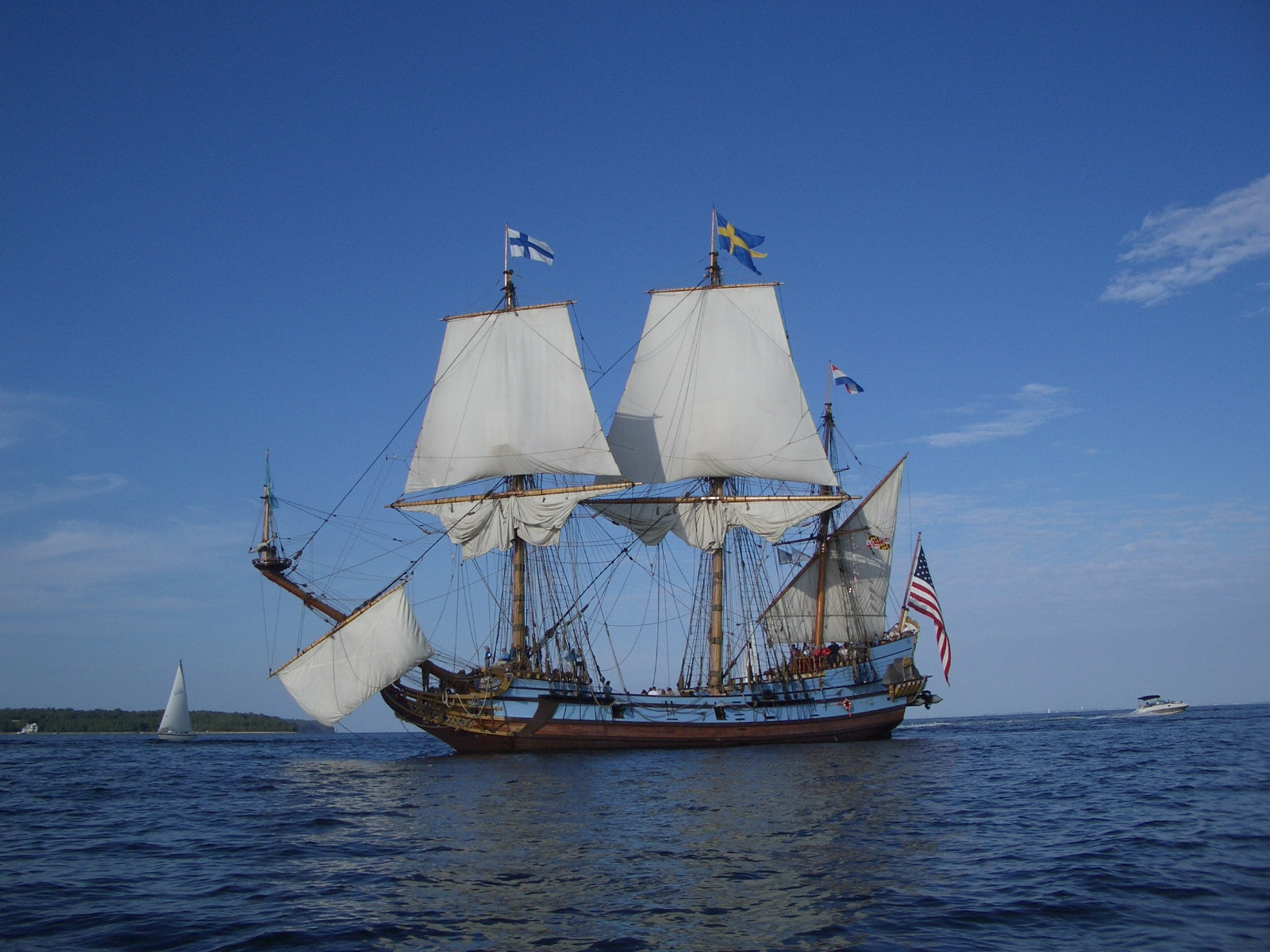
Сучасна репліка історичної пінаси «Kalmar Nyckel»

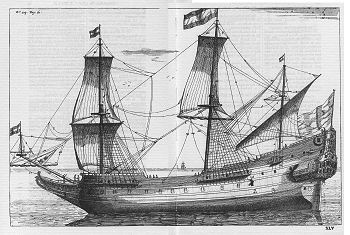
Один з найраніших зразків голландського пінаса

Піна́с, піна́са (ісп. pinaza, нід. pinas) — широко розповсюджений у Європі XVI—XVIII ст. тип вітрильного корабля. Використовувались в акваторії Балтики, Карибів, Південно-Східної Азії. Були популярними у піратів.

## Етимологія
Іспанське слово pinaza, від якого походять назви судна в багатьох мовах (у тому числі й назва індонезійського пінісі), сходить до pino («сосна»), оскільки саме це дерево використовувалося для його будування.

## Конструкція

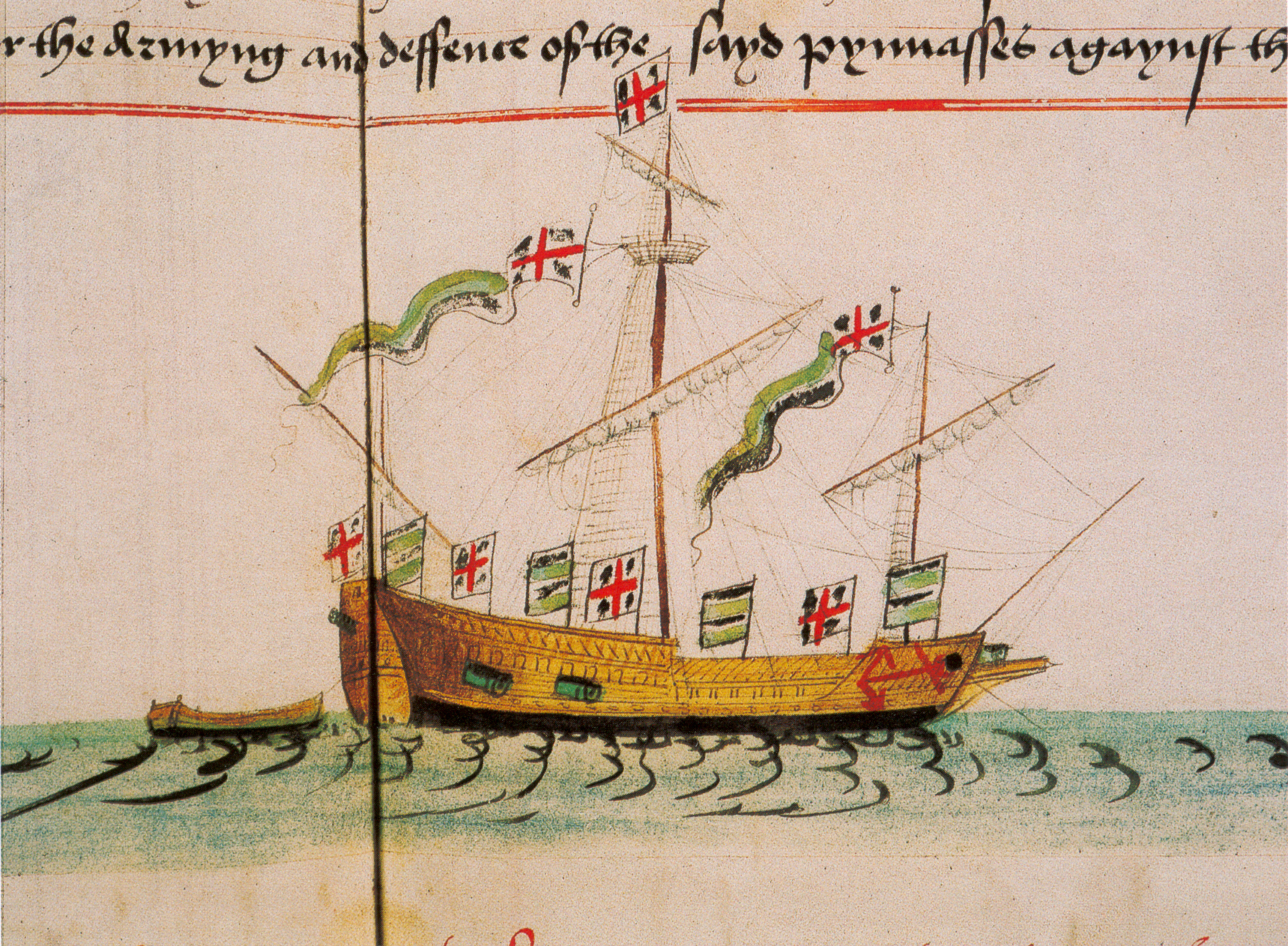
«Falcon». Худ. Антон Ролл. 1546

Конструкція пінасів ґрунтувалась на конструкції флейтів, що поширились на Балтиці з останніх десятиліть XVI ст. Хоча декотрі джерела виводять пінаси ще від невеликих іспанських кораблів ХІІІ ст. Пінаси стали популярними завдяки видатним морехідним властивостям, успадкованим від флейтів. Вони були меншими за флейти і відзначались малою осадкою (до 3,5 м) при високій швидкості, маневровності завдяки сучасній схемі розташування вітрил і такелажу. Використовувались для перевезення вантажів, військових операцій у мілководних акваторіях Балтики та регіонах південних європейських колоній, де швидкі озброєні торгові кораблі могли успішно протистояти невеликим кораблям піратів. У військових ескадрах вони супроводжували кораблі більших класів і використовувались для розвідки, переслідування, патрулювання, для передачі послань іншим з'єднанням кораблів чи на берег.

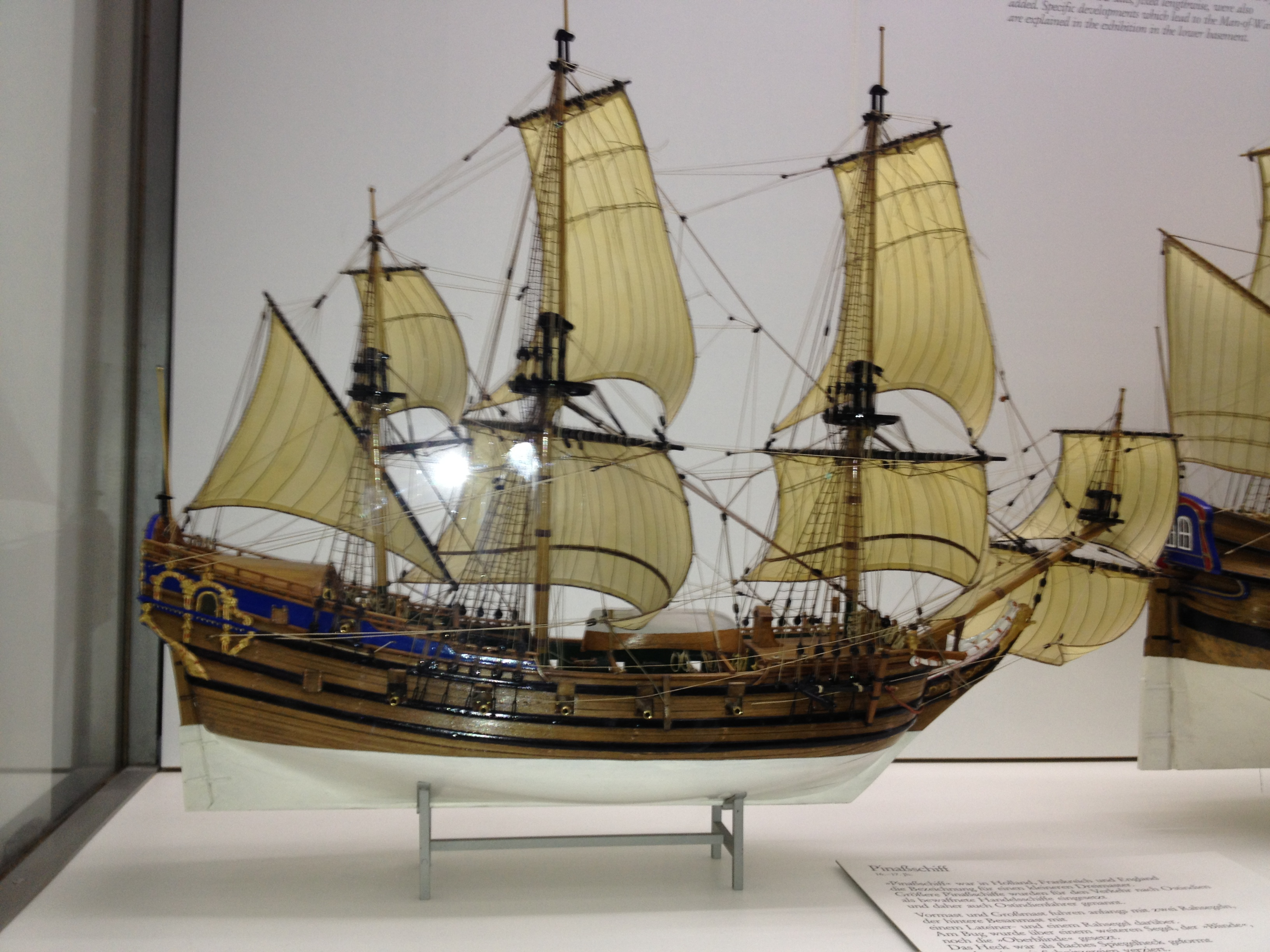
Модель голландського пінаса

Водотоннажність пінасів на Балтиці виносила 100—150 ластів (200—300 т). На трьох щоглах вони несли прямі вітрила і латинське косе вітрило на бізань-щоглі. Більші пінаси на бізань-щоглі могли додатково нести прямокутне вітрило крюйсель, а на бушприті встановлювали блінда-стеньгу з вітрилом бом-блінда-бовен. Носова надбудова була доволі низькою, а кормова вищою й вужчою відносно корпусу. Заокруглені форми корпусу (найширша частина нижче ватерлінії) були більш характерними для пінасів з Амстердама, Роттердама, але на відміну від флейтів мали плоску корму. Завдяки такій формі вони мали низько розміщений центра ваги, що вело до значної поперечної стійкості, що дозволяло встановлювати високі щогли з коротшими реями, що дозволяло зменшити чисельність екіпажу. Оптимальне співвідношення довжини (20—40 м) і ширини (довжина/ширина 4,6:1, 5—8 м), заокруглені форми сприяли добрій маневреності. При потребі на деяких пінасах могли використовувати 8—10 весел. На нижній палубі і на палубах надбудов пінаси несли переважно 8—12 гармат малих калібрів. Екіпаж становив близько 40 осіб і більше.

## Шлюпка
Пінасами (англ. pinnace) також називали шлюпки британського військового флоту. Пересувалися вони під вітрилами і на веслах, мали в довжину 8,5—9,7 м (28—32 футів). У XIX—XX столітті пінаси обладнували також паровими двигунами.

## Найвідоміші пінаси
- Kalmar Nyckel — шведський пінас голландської корабельні, що привіз перших колоністів зі Швеції до Нового світу (1637)[4]
- Whydah — збудований для перевезення рабів, захоплений піратом Самюелем Белламі. Затонув 1717 під час шторму. Віднайдений на ньому 1982 скарб сьогодні оцінюють у 131,4 млн доларів і вважають найбільшим віднайденим піратським скарбом.
- Lions Whelp — герцога Букенгема, 1628.